# A venit sfârșitu'!
A venit sfârșitu'! (cu titlul în engleză: This Is the End) este un film de comedie apocaliptic scenarizat și regizat de Seth Rogen și Evan Goldberg, având o distribuție de ansamblu alcătuită din Roger, James Franco, Jonah Hill, Jay Baruchel, Danny McBride și Craig Robinson, interpretându-se pe ei înșiși în timpul apocalipsei. Filmul a fost lansat pe 12 iunie 2013 și a avut parte de succes critic și comercial. Datorită succesului filmului, Columbia Pictures l-au relansat pe 6 septembrie 2013.